# Jaap Eden Trofee 1986
16e Jaap Eden Trofee 1986 was een schaatsmarathon. Het is de zestiende editie van de Jaap Eden Trofee die werd gehouden op zondag 2 november 1986 en plaatsvond op de Jaap Edenbaan in Amsterdam. De winnaar van de zestiende editie was bij de mannen Richard van Kempen, het zilver was voor Andries Kasper en het brons voor Hilbert van der Duim. De winnaar van de derde editie bij de vrouwen Petra Moolhuizen, het zilver was voor Yvonne van Gennip en het brons voor Lilian van Tol.

## Podia
| Klasse              | Eerste             | Tweede            | Derde                |
| ------------------- | ------------------ | ----------------- | -------------------- |
| Top-divisie mannen  | Richard van Kempen | Andries Kasper    | Hilbert van der Duim |
| Top-divisie vrouwen | Petra Moolhuizen   | Yvonne van Gennip | Lilian van Tol       |

## Uitslag Top-divisie mannen[1]
| #      | Rijder               | Nationaliteit | Ploeg | Ronde |
| ------ | -------------------- | ------------- | ----- | ----- |
| Goud   | Richard van Kempen   | Nederland     |       |       |
| Zilver | Andries Kasper       | Nederland     |       |       |
| Brons  | Hilbert van der Duim | Nederland     |       |       |
| 4      | Robert Vunderink     | Nederland     |       |       |
| 5      | Henri Ruitenberg sr. | Nederland     |       |       |
| 6      | Gerard Rietveld      | Nederland     |       |       |
| 7      | Herbert Dijkstra     | Nederland     |       |       |
| 8      | Jan Kooiman          | Nederland     |       |       |
| 9      | Ruud Christoffers    | Nederland     |       |       |
| 10     | Jos Pronk            | Nederland     |       |       |
| 11     | Lex Cazemier         | Nederland     |       |       |
| 12     | Erik van den Boogert | Nederland     |       |       |
| 13     | Jos Niesten          | Nederland     |       |       |
| 14     | Albert Bakker        | Nederland     |       |       |
| 15     | Frans Boon           | Nederland     |       |       |
| 16     | Rick van der Hoorn   | Nederland     |       |       |
| 17     | Gert Jakobs          | Nederland     |       |       |
| 18     | Co Giling            | Nederland     |       |       |
| 19     | Bert Koopmans        | Nederland     |       |       |
| 20     | Dirk Maarssen        | Nederland     |       |       |

## Uitslag Top-divisie vrouwen[2]
| #      | Rijder            | Nationaliteit | Ploeg | Ronde |
| ------ | ----------------- | ------------- | ----- | ----- |
| Goud   | Petra Moolhuizen  | Nederland     |       |       |
| Zilver | Yvonne van Gennip | Nederland     |       |       |
| Brons  | Lilian van Tol    | Nederland     |       |       |

1971 · 
1972 · 
1973 ·
1974 · 
1975 · 
1976 · 
1977 · 
1978 · 
1979 · 
1980 · 
1981 · 
1982 · 
1983 · 
1984 · 
1985 · 
1986 · 
1987 · 
1988 · 
1989 · 
1990 · 
1991 · 
1992 · 
1993 · 
1994 · 
1995 · 
1996 · 
1997 · 
1998 · 
1999 · 
2000 · 
2001 · 
2002 · 
2003 · 
2004 · 
2005 · 
2006 · 
2007 · 
2008 · 
2009 · 
2010 · 
2011 · 
2012 · 
2013 · 
2014 · 
2015 · 
2016 · 
2017 · 
2018 · 
2019 · 
2020 ·  
2021 · 
2022 · 
2023 · 
2024